# VV Corvi
VV Corvi là tên của một hệ sao đôi quang học nằm trong chòm sao Ô Nha. Ngoài ra, nó còn là một hệ sao che khuất biến đổi cấp sao biểu kiến của chính nó từ 5,19 đến 5,34 trong một chu kì hơn 3,145 ngày. Chu kì của quay của nó là 1,46 ngày và độ lệch tâm quỹ đạo của nó là 0,088. Tỉ lệ khối lượng của cả hai là 0.775 ± 0.024. Ngôi sao thứ nhất của hệ này có khối lượng gấp 1.978 ± 0.010 lần khối lượng mặt trời, độ sáng và bán kính khi so sánh với mặt trời thì lần lượt gấp 18.253 ± 2.249 và 3.375 ± 0.010. Ngôi sao thứ hai của nó có khối lượng gấp 1.513 ± 0.008 lần khối lượng mặt trời, độ sáng và bán kính của nó khi so sánh với mặt trời thì lần lượt gấp 4.745 ± 0.583 và 1.650 ± 0.008.
Cả hai ngôi sao trên đều là hai ngôi sao có màu vàng trắng nằm trong dãy chính và có chung quang phổ là thuộc loại F5 V. Mặc dù ngôi sao thứ nhất bắt đầu mở rộng và hạ nhiệt độ vì nó gần thời gian kết thúc của nó trong dãy chính. Một ngôi sao thành viên thứ 3 được phát hiện trong một cuộc khảo sát thiên văn tên là 2MASS.
Hệ sao này có chung chuyển động riêng với HR 4822, cả hai thiên thể này cách nhau 5"2.

## Dữ liệu hiện tại
Theo như quan sát, đây là hệ sao nằm trong chòm sao Thuyền Phàm và dưới đây là một số dữ liệu khác:
Xích kinh 12h 41m 15.9528s
Độ nghiêng −13° 00′ 50.044″
Cấp sao biểu kiến 5.27
Cấp sao tuyệt đối
Vận tốc hướng tâm 19.0 km/s
Loại quang phổ F5IV
Giá trị thị sai 11,72 +/- 1,90